# Новороссошанский
Новороссошанский — хутор в Тацинском районе Ростовской области.
Входит в состав Ермаковского сельского поселения.
Население 536 человек.

## География

### Улицы
| - ул. Верхняя, - ул. Заречная, - ул. Коммунистическая, - ул. Мира, - ул. Мефодьева, - ул. Молодёжная, | - ул. Первомайская, - ул. Пролетарская, - ул. Просвещения, - ул. Школьная, - пер. Кавказский. |

## История
Основан в 1861 году.

## Население
| 2010 |
| ---- |
| 529  |